# Laur
Laur là một đô thị hạng 3 ở tỉnh Nueva Ecija, Philippines. Theo điều tra dân số năm 2007, đô thị này có dân số 30.997 người trong 5.500 hộ.

## Barangay
Laur được chia thành 17 barangay.
| - Barangay I (Pob.) - Barangay II (Pob.) - Barangay III (Pob.) - Barangay IV (Pob.) - Betania - Canantong - Nauzon - Pangarulong - Pinagbayanan | - Sagana - San Fernando (còn gọi là. Sorgue) - San Isidro - San Josef (còn gọi là. Ariendo) - San Juan - San Vicente - Siclong - San Felipe (còn gọi là. Makalaw) |